# Ninthoinganba Meetei
Khumanthem Ninthoinganba Meetei (खुमांथेम निन्थोइंगनबा मीतेई; Imphal, 13 luglio 2001) è un calciatore indiano, centrocampista del Punjab FC.

## Carriera

### Club
Il 7 settembre 2021 firma un contratto triennale col Chennaiyin.

### Nazionale
Ha giocato nelle nazionali giovanili indiane Under-17 ed Under-20.

## Statistiche

### Presenze e reti nei club
| Stagione                | Squadra                 | Campionato              | Campionato | Campionato | Coppe nazionali | Coppe nazionali | Coppe nazionali | Coppe europee | Coppe europee | Coppe europee | Altre coppe | Altre coppe | Altre coppe | Totale | Totale |
| Stagione                | Squadra                 | Comp                    | Pres       | Reti       | Comp            | Pres            | Reti            | Comp          | Pres          | Reti          | Comp        | Pres        | Reti        | Pres   | Reti   |
| ----------------------- | ----------------------- | ----------------------- | ---------- | ---------- | --------------- | --------------- | --------------- | ------------- | ------------- | ------------- | ----------- | ----------- | ----------- | ------ | ------ |
| 2017-2018               | Indian Arrows           | IL                      | 10         | 0          | SC              | 0               | 0               | -             | -             | -             | -           | -           | -           | 10     | 0      |
| 2018-2019               | Indian Arrows           | IL                      | 15         | 2          | SC              | 2               | 0               | -             | -             | -             | -           | -           | -           | 17     | 2      |
| Totale Indian Arrows    | Totale Indian Arrows    | Totale Indian Arrows    | 25         | 2          |                 | 2               | 0               |               | -             | -             |             | -           | -           | 27     | 2      |
| 2019-2020               | NorthEast Utd           | ISL                     | 11         | 0          | -               | -               | -               | -             | -             | -             | -           | -           | -           | 11     | 0      |
| 2020-2021               | NorthEast Utd           | ISL                     | 13         | 0          | -               | -               | -               | -             | -             | -             | -           | -           | -           | 13     | 0      |
| Totale NorthEast United | Totale NorthEast United | Totale NorthEast United | 24         | 0          |                 | -               | -               |               | -             | -             |             | -           | -           | 24     | 0      |
| 2021-2022               | Chennaiyin              | ISL                     | 14         | 1          | -               | -               | -               | -             | -             | -             | -           | -           | -           | 14     | 1      |
| 2022-2023               | Chennaiyin              | ISL                     | 12         | 0          | SC              | 2               | 0               | -             | -             | -             | DC          | 4           | 0           | 18     | 0      |
| 2023-2024               | Chennaiyin              | ISL                     | 18+1       | 2          | SC              | 2               | 0               | -             | -             | -             | DC          | 2           | 0           | 33     | 2      |
| Totale Chennaiyin       | Totale Chennaiyin       | Totale Chennaiyin       | 45         | 3          |                 | 4               | 0               |               | -             | -             |             | 6           | 0           | 55     | 3      |
| 2024-2025               | Punjab FC               | ISL                     | 9          | 0          | SC              | 0               | 0               | -             | -             | -             | DC          | 1           | 0           | 10     | 0      |
| 2025-2026               | Punjab FC               | ISL                     | 0          | 0          | SC              | 0               | 0               | -             | -             | -             | DC          | 3           | 0           | 3      | 0      |
| Totale Punjab           | Totale Punjab           | Totale Punjab           | 9          | 0          |                 | 0               | 0               |               | -             | -             |             | 4           | 0           | 13     | 3      |
| Totale carriera         | Totale carriera         | Totale carriera         | 103        | 5          |                 | 6               | 0               |               | -             | -             |             | 10          | 0           | 119    | 5      |

### Cronologia presenze e reti in nazionale
| Cronologia completa delle presenze e delle reti in nazionale ― India under 17 | Cronologia completa delle presenze e delle reti in nazionale ― India under 17 | Cronologia completa delle presenze e delle reti in nazionale ― India under 17 | Cronologia completa delle presenze e delle reti in nazionale ― India under 17 | Cronologia completa delle presenze e delle reti in nazionale ― India under 17 | Cronologia completa delle presenze e delle reti in nazionale ― India under 17 | Cronologia completa delle presenze e delle reti in nazionale ― India under 17 | Cronologia completa delle presenze e delle reti in nazionale ― India under 17 |
| Data                                                                          | Città                                                                         | In casa                                                                       | Risultato                                                                     | Ospiti                                                                        | Competizione                                                                  | Reti                                                                          | Note                                                                          |
| ----------------------------------------------------------------------------- | ----------------------------------------------------------------------------- | ----------------------------------------------------------------------------- | ----------------------------------------------------------------------------- | ----------------------------------------------------------------------------- | ----------------------------------------------------------------------------- | ----------------------------------------------------------------------------- | ----------------------------------------------------------------------------- |
| 6-10-2017                                                                     | Nuova Delhi                                                                   | India under 17                                                                | 0 – 3                                                                         | Stati Uniti under 17                                                          | Mondiali Under-17 2017 - 1º turno                                             | -                                                                             | 70’                                                                           |
| 9-10-2017                                                                     | Nuova Delhi                                                                   | India under 17                                                                | 1 – 2                                                                         | Colombia under 17                                                             | Mondiali Under-17 2017 - 1º turno                                             | -                                                                             |                                                                               |
| 12-10-2017                                                                    | Nuova Delhi                                                                   | Ghana under 17                                                                | 4 – 0                                                                         | India under 17                                                                | Mondiali Under-17 2017 - 1º turno                                             | -                                                                             | 58’                                                                           |
| Totale                                                                        |                                                                               | Presenze                                                                      | 3                                                                             |                                                                               | Reti                                                                          | 0                                                                             |                                                                               |